# Gary Dornhoefer
Gerhardt Otto "Gary" Dornhoefer, född 2 februari 1943, är en kanadensisk före detta professionell ishockeyforward som tillbringade 14 säsonger i den nordamerikanska ishockeyligan National Hockey League (NHL), där han spelade för ishockeyorganisationerna Boston Bruins och Philadelphia Flyers. Han producerade 542 poäng (214 mål och 328 assists) samt drog på sig 1 291 utvisningsminuter på 787 grundspelsmatcher. Dornhoefer spelade också på lägre nivåer för San Francisco Seals i Western Hockey League (WHL), Hershey Bears i American Hockey League (AHL), Minneapolis Bruins i Central Professional Hockey League (CPHL) och Niagara Falls Flyers i Ontario Hockey Association (OHA).
Han vann två raka Stanley Cup med Philadelphia Flyers för säsongerna 1973-1974 och 1974-1975.

## Statistik
| 1961–1962  | Niagara Falls Flyers | OHA        | 50  | 8   | 31  | 39  | 121  | 6  | 2  | 3  | 5  | 15  |
| 1962–1963  | Niagara Falls Flyers | OHA        | 38  | 16  | 34  | 50  | 58   | 16 | 11 | 13 | 24 | 56  |
| 1963–1964  | Boston Bruins        | NHL        | 32  | 12  | 10  | 22  | 20   | —  | —  | —  | —  | —   |
|            | Minneapolis Bruins   | CPHL       | 39  | 21  | 30  | 51  | 67   | —  | —  | —  | —  | —   |
| 1964–1965  | Boston Bruins        | NHL        | 20  | 0   | 1   | 1   | 13   | —  | —  | —  | —  | —   |
|            | San Francisco Seals  | WHL        | 37  | 10  | 25  | 35  | 59   | —  | —  | —  | —  | —   |
| 1965–1966  | Boston Bruins        | NHL        | 10  | 0   | 1   | 1   | 2    | —  | —  | —  | —  | —   |
|            | Hershey Bears        | AHL        | 54  | 16  | 20  | 36  | 56   | 3  | 1  | 1  | 2  | 14  |
| 1966–1967  | Hershey Bears        | AHL        | 71  | 19  | 22  | 41  | 110  | 5  | 0  | 1  | 1  | 7   |
| 1967–1968  | Philadelphia Flyers  | NHL        | 65  | 13  | 30  | 43  | 134  | 3  | 0  | 0  | 0  | 15  |
| 1968–1969  | Philadelphia Flyers  | NHL        | 60  | 8   | 16  | 24  | 80   | 4  | 0  | 1  | 1  | 20  |
| 1969–1970  | Philadelphia Flyers  | NHL        | 65  | 26  | 29  | 55  | 96   | —  | —  | —  | —  | —   |
| 1970–1971  | Philadelphia Flyers  | NHL        | 57  | 20  | 20  | 40  | 93   | 2  | 0  | 0  | 0  | 4   |
| 1971–1972  | Philadelphia Flyers  | NHL        | 75  | 17  | 32  | 49  | 183  | —  | —  | —  | —  | —   |
| 1972–1973  | Philadelphia Flyers  | NHL        | 77  | 30  | 49  | 79  | 168  | 11 | 3  | 3  | 6  | 16  |
| 1973–1974  | Philadelphia Flyers  | NHL        | 57  | 11  | 39  | 50  | 125  | 14 | 5  | 6  | 11 | 43  |
| 1974–1975  | Philadelphia Flyers  | NHL        | 69  | 17  | 27  | 44  | 102  | 17 | 5  | 5  | 10 | 33  |
| 1975–1976  | Philadelphia Flyers  | NHL        | 74  | 28  | 35  | 63  | 128  | 16 | 3  | 4  | 7  | 43  |
| 1976–1977  | Philadelphia Flyers  | NHL        | 79  | 25  | 34  | 59  | 85   | 9  | 1  | 0  | 1  | 22  |
| 1977–1978  | Philadelphia Flyers  | NHL        | 47  | 7   | 5   | 12  | 62   | 4  | 0  | 0  | 0  | 7   |
| NHL totalt | NHL totalt           | NHL totalt | 787 | 214 | 328 | 542 | 1291 | 80 | 17 | 19 | 36 | 203 |
| AHL totalt | AHL totalt           | AHL totalt | 125 | 35  | 42  | 77  | 166  | 8  | 1  | 2  | 3  | 21  |
| OHA totalt | OHA totalt           | OHA totalt | 88  | 24  | 65  | 89  | 179  | 22 | 13 | 16 | 29 | 71  |